# Iconografía musical
La iconografía musical es el uso con fines documentales de materiales visuales musicales, enseñando a manejarlos y a organizar y extraer debidamente la información contenida en ellos; por tanto, es el conjunto de conclusiones temáticas extraídas de su análisis, y no su calidad artística, el motivo de estudio de la disciplina. La Musicología obtiene de la iconografía musical la información contenida en las diferentes imágenes en las que haya algún tipo de referencia a la música. Su importancia radica en su naturaleza virtual, que puede ayudar a comprender cualquier cultura musical o, incluso, ser la única fuente de documentación existente. Además, puede contribuir significativamente en labores ajenas a la disciplina, tales como aspectos sociales referentes a la música, organología y técnicas interpretativas, el entorno físico en el que se interpreta un determinado repertorio, y otras áreas del conocimiento. 

## Metodologías
La Iconografía musical toma de la Historia del Arte los métodos de trabajo para identificar la temática y los asuntos presentados de forma gráfica, y de la Historia y la Antropología utiliza sus técnicas para obtener la máxima información posible de dicho material.
No siempre se consigue solucionar los problemas musicológicos que conlleva la falta de fuentes más directas, aunque sí que ayuda a resolver la mayoría de ellos. Además, a la hora del estudio del contexto social de la música, responde a preguntas que otras fuentes más habituales serían incapaces de responder, por ejemplo las relativas a la vestimenta de los intérpretes, su posición, su edad, su actitud, los lugares en que tocan la actitud del público, etc. Una información que no figura ni en los instrumentos, ni en documentos musicales como las partituras. Sin embargo, debe realizarse una valoración de la obra visual según su función y el sistema de signos al que pertenece, ya que estas representaciones pueden no ser realistas e interpretarse como documentos que reflejan fielmente el pasado. En la actualidad se estudian diferentes categorías de representaciones pictóricas, como por ejemplo las alegóricas, el simbolismo e interpretación de los instrumentos musicales u objetos biográficos y de las distintas culturas. Por otra parte, la iconografía musical puede ser un recurso didáctico útil en distintos niveles de la enseñanza.

## Historia (Relación con la Organología)
Aunque se ha practicado desde hace siglos, no se le dio el nombre de Iconografía Musical ni se la consideraba una forma del saber totalmente independiente prácticamente hasta la actualidad. Un ejemplo de ello es el estudio que hizo Rafael Sanzio (1483 – 1520) de las imágenes de instrumentos en sarcófagos romanos antiguos para pintar su obra “Parnaso”.
Francis Galpin (1858 – 1945) y Curt Sachs (1881 – 1959) fueron los primeros es utilizar materiales gráficos como parte de sus estudios de forma sistemática. Ambos se interesaron por la Iconografía Musical dada su capacidad para documentar trabajos sobre instrumentos musicales, factor que determinó la orientación de la Iconografía Musical hacia una temática organológica.

Los antiguos musicólogos comparatistas y antropólogos también usaron dibujos y fotografías en sus estudios sobre otras culturas, pero de una manera accidental en general. Después de la Segunda Guerra Mundial, el uso de fotografías y luego de vídeos se ha convertido en habitual. Con este material se puede documentar tanto el uso de los instrumentos y de las prácticas musicales, como el contexto social en el que se desarrollan. Esto hizo tomar conciencia de que la imagen podía aportar mucha información, además de ser más o menos "bonita" o "decorativa".

Actualmente, el enfoque de la Iconografía Musical como una herramienta dependiente de la Organología continúa estando vigente, e incluso existen musicólogos que la consideran como un material decorativo.